# Frohsinns-Spenden
 Frohsinns-Spenden ist ein Walzer von Johann Strauss (Sohn) (op. 73). Das Werk wurde am 16. Januar 1850 im Sofienbad-Saal in Wien erstmals aufgeführt.

## Einzelnachweis
1. ↑  Quelle: Englische Version des Booklets (Seite 44) in der 52 CDs umfassenden Gesamtausgabe der Orchesterwerke von Johann Strauß (Sohn), Hrsg. Naxos (Label). Das Werk ist als siebter Titel auf der 14. CD zu hören.